# Альварес, Тайлер
Тайлер Сейдж Альварес (англ. Tyler Sage Alvarez, род. 25 октября 1997, Бронкс, Нью-Йорк) — американский актёр. Он сыграл Диего Руэду в сериале «Колдовская история», Бенни Мендосу в сериале «Оранжевый — хит сезона» и Питера Мальдоналдо в сериале «Американский вандал».

## Биография
Альварес родился в Нью-Йорк в семье кубинского американца в первом поколении и матери в четвёртом поколении американки из Пуэрто-Рико. Он наполовину пуэрториканец, наполовину кубинец. Альварес получил образование в средней школе Фиорелло Х. Ла Гуардиа в Нью-Йорке и в средней школе Иерихона в Иерихоне, штат Нью-Йорк. Он свободно говорит по-испански.
11 июня 2021 года Альварес публично объявил себя Гей в социальных сетях.

## Фильмография

### фильм
- 2013 — «Дом, который построил Джек»
- 2014 — «Колдовская история: Зачарованный»
- 2017 — «Любитель средней школы»
- 2018 — «Претенденты»
- 2020 — «Джон Генри»
- 2022 — «Раздавить»

### Телевидение
- 2014—2015 — «Колдовская история»
- 2015 — «Талия на кухне»
- 2015—2017 — «Оранжевый — хит сезона»
- 2017—2018 — «Американский вандал»
- 2017 — «Трудности ассимиляции»
- 2018 — «Фостеры»
- 2019 — «Вероника Марс»
- 2021 — «Я никогда не…»
- 2021 — «Чем мы заняты в тени»
- 2022 — «Блокбастер»